# Orthotrichum hutchinsiae
Orthotrichum hutchinsiae là một loài rêu trong họ Orthotrichaceae. Loài này được Sm. mô tả khoa học đầu tiên năm 1813.